# Ditropinotus obscurus
Ditropinotus obscurus is een vliesvleugelig insect uit de familie Torymidae. De wetenschappelijke naam is voor het eerst geldig gepubliceerd in 1952 door Nikol'skaya.